# 政府宮殿 (アルジェ)
政府宮殿（アラビア語：قصر الحكومة、フランス語：Palais du Gouvernement）は、アルジェリアの首都アルジェに置かれている政府庁舎。アルジェリア首相官邸と内務省が入居している。

## 歴史
フランス領アルジェリア時代の1929年に建設が開始され1932年に完成した。アルジェリア戦争後はアルジェリア首相の官邸と内務省の本部として使用されている。

## 宮殿内
- 首相官邸
- 内務省本部